# غوراخبور
غوراخبور (بالإنجليزية: Gorakhpur)‏ مدينة هندية تقع على بعد 273 كلم شمال شرق مدينة لكناو.